# Bust
Bust je občina v departmaju Bas-Rhin francoske regije Alzacija.
Leta 2009 je v občini živelo 448 oseb oz. 66 oseb/km².